# 2599 Veselí
A 2599 Veselí (ideiglenes jelöléssel 1980 SO) a Naprendszer kisbolygóövében található aszteroida. Zdenka Vávrová fedezte fel 1980. szeptember 29-én.